# Иоганн Георг II (князь Ангальт-Дессау)
Иоганн Георг II Ангальт-Дессауский (нем. Johann Georg II., Fürst von Anhalt-Dessau; 17 ноября 1627, Дессау — 7 августа 1693, Берлин) — князь Ангальт-Дессау из дома Асканиев, генерал-фельдмаршал Бранденбурга.

## Биография
В 1665 году поступил на шведскую службу. Сражался с поляками и датчанами. Особенно отличился в 1656 году при обороне Коница.
В 1658 году перешел на службу к курфюрсту Бранденбурга Фридриху Вильгельму I, где сражался уже против шведов. За успешную оборону страны от последних, пожалован курфюрстом в фельдмаршалы. Член Плодоносного общества.

## Потомки
В 1659 году Иоганн Георг II женился на Генриетте Катарине Нассау-Оранской. Из родившихся у них десяти детей выжило пятеро дочерей и наследник Леопольд I:
- Амалия Людовика (1660)
- Генриетта Амалия (1662)
- Фридрих Казимир (1663—1665)
- Елизавета Альбертина (1665—1706), замужем за Генрихом Саксен-Вейсенфельс-Барбиским (1657—1728)
- Генриетта Амалия (1666—1726), замужем за Генрихом Казимиром II Нассау-Дицским (1657—1696)
- Луиза София (1667—1678)
- Мария Элеонора (1671—1756), замужем за принцем Ежи Юзефом Радзивиллом (1668—1689)
- Генриетта Агнесса (1674—1729)
- Леопольд I (1676—1747), «старый дессауец», женат на Анне Луизе Фёзе
- Иоганна Шарлотта (1682—1750), замужем за Филиппом Вильгельмом Бранденбург-Шведтским (1669—1711)